# Bruno Traverso
Bruno Traverso (Genova, 29 settembre 1971) è un liutaio italiano, produttore di chitarre, bassi elettrici, e circuiti elettronici.

## Biografia
Impara l'arte della lavorazione del legno e del metallo in giovane età grazie alla propria famiglia; inizia l'attività alla fine degli anni ottanta. Negli anni novanta fonda a Pegli la Bruno Traverso Guitars, inizialmente come laboratorio per riparazioni di strumenti, in seguito specializzandosi nella produzione di strumenti artigianali di alta fascia.
Nel giro di una quindicina d'anni costruisce gli strumenti di alcuni noti musicisti italiani e stranieri, tra i quali Andrea Braido, Armando Corsi, Vittorio De Scalzi, Nico Di Palo, Marco Cravero, Daniele Ivaldi, Andrea Maddalone, Alessio Menconi, Ricchi e Poveri, e altri (in concerto con Anna Oxa, Eros Ramazzotti, Alexia, Ivano Fossati, Ornella Vanoni...).
La produzione artigianale degli strumenti di liuteria, costruiti con l'uso di legni pregiati provenienti da varie località nel mondo, ha determinato un'ampia diffusione della produzione. È inventore di un boost per la modifica delle sonorità, chiamato "BTG Boost", e di un'innovativa finitura fiammata ottenuta tramite l'utilizzo di una fiamma viva.